# Інститут географії НАН України

Емблема Інституту

Інститу́т геогра́фії НАН Украї́ни є провідною науково-дослідною установою з природничо-географічних, суспільно-географічних та картографічних досліджень в Україні.

## Історія
Витоки Інституту географії сягають 1964 p., коли відповідно до Постанови Президії АН УРСР за № 45 від 3 березня 1964 р. «Про розвиток в Академії наук УРСР досліджень у галузі географії» в Інституті геологічних наук АН УРСР було створено сектор географії з відділами економічної географії, фізичної географії та картографії з тим, щоб у майбутньому організувати Інститут географії.
За Постановою Президії АН УРСР № 45 від 14 лютого 1967 р. сектор географії було передано до Ради по вивченню продуктивних сил УРСР, крім створеного ще у 1961 р. Відділу фізичної географії та картографії, який був трансформований у відділ палеогеографії і переданий до сектора географії у 1971 р.
За постановою Президії АН УРСР № 289 від 7 жовтня 1970 р. географічний осередок у науковому відношенні отримав самостійність, а у фінансовому був підпорядкований Інституту геофізики АН УРСР.
Згідно з Постановою Президії АН УРСР за № 321 від 27 червня 1980 р. сектор передано до Морського гідрофізичного Інституту АН УРСР. За Постановою 407-Б від 17.07.1981 р. сектор перейменовано на Відділення географії.
У 1983 р. Відділення географії було підпорядковано Інституту геофізики АН УРСР (постанова Президії № 263 від 11 травня 1983 p.). Керівником сектора, згодом відділення географії з 1979 р. по 1989 р. був членом-кор. АН УРСР О. М. Маринич, з 1989 р. по 1991 р. — д-р. геогр. наук Л. Г. Руденко.
Згідно з Постановою Президії АН України за № 300 від 13.11.1991 р. на базі відділення географії Інституту геофізики ім. С. І. Субботіна створено Інститут географії АН України. Створення окремого інституту було зумовлено необхідністю розширення географічних досліджень в умовах незалежності України, зростанням ролі географічної науки у розв'язанні актуальних завдань раціонального природокористування, вирішення еколого-географічних проблем тощо. Директором інституту географії призначено Л. Г. Руденка.

## Наукові підрозділи
- відділ геоморфології (завідувач д.геогр.н., проф. Палієнко В.П.);
- відділ картографії (завідувач д.геогр.н., академік НАН України Руденко Л.Г.);
- відділ ландшафтознавства (завідувач к.геогр.н. Чехній В.М.);
- відділ палеогеографії (завідувач д.геогр.н., проф. Матвіїшина Ж.М.);
- відділ природокористування та збалансованого розвитку (завідувач д.геогр.н. Лісовський С.А.);
- відділ суспільно-географічних досліджень (завідувач д.геогр.н. Підгрушний Г.П.)

## Діяльність

### Наукові дослідження
Основні напрями наукових досліджень Інституту географії:
- розробка теоретичних засад фундаментальних географічних досліджень;
- поглиблення методики досліджень, розробка і впровадження новітніх методів;
- вивчення загального розвитку природи, прогнозування змін її компонентів;
- дослідження стану та змін сучасних і давніх ландшафтів та їхніх компонентів;
- теорія та методика досліджень географічних аспектів взаємодії суспільства з природою та її наслідків у загальному та регіональному аспектах;
- дослідження змін територіально-галузевої структури економіки України та її соціальної сфери;
- розробка географічних засад збалансованого економічного, соціального та екологічного розвитку регіонів України;
- картографічні дослідження особливостей змін ландшафтів, територіальної організації господарства, розміщення населення і наслідків взаємодії суспільства і природи;
- створення концепції Національного атласу України, розробка і виготовлення Атласу й інших картографічних творів.

Протягом трьох десятиріч у спеціалізованих вчених радах Інституту захищено 23 докторські та понад 80 кандидатських дисертацій. У відповідності до наказу Міністерства освіти і науки України №41 від 17.01.2014 року в Інституті географії НАН України сформовано спеціалізовану вчену раду Д 26.163.01 з правом прийняття до розгляду та проведення захисту дисертацій на здобуття наукового ступеня доктора (кандидата) географічних наук за спеціальностями: 11.00.02 «Економічна та соціальна географія», 11.00.12 «Географічна картографія» строком на три роки. Вченими Інституту опубліковано майже 150 монографій і 50 збірників, 20 брошур, понад 100 оригінальних тематичних карт та атласів, у тому числі для забезпечення навчального процесу у вищій та середній школі. Багатолітнім вченим секретарем вченої ради з геоморфології та палеогеографії була В.І. Передерій.
З 1993 р. Інститут видає «Український географічний журнал».

### Міжнародна співпраця
Інститут бере участь у виконанні ряду міжнародних проєктів. Зокрема виконано проєкти в рамках Угоди про міжнародне співробітництво в галузі вивчення наслідків аварії на ЧАЕС між Європейським Союзом, Україною, Росією, Білоруссю, а також проєкт у рамках співробітництва між Канадою і Україною («Радіоекологічна ГІС»).
Міжнародні зв'язки реалізуються із Колумбійським університетом, США («Високоточна реконструкція голоценових відкладів по озерних відкладах Східної Європи»), в рамках програми «Міжнародна геологічна кореляція» за підтримки ЮНЕСКО («Нео-геодинаміка западини Балтійського моря та суміжних територій»).
В рамках українсько-канадської програми «Розвиток управління навколишнім середовищем в Україні (басейн Дніпра)» виконано (разом з ТОВ «Інтелектуальні системи ГЕО») електронну версію пілотного проєкту Національного атласу України.
Інститут географії підтримує творчі зв'язки згідно з угодами про наукове співробітництво з Інститутом регіональної географії (м. Лейпциг, ФРН), Камчатським інститутом екології і природокористування Російської академії наук (м. Петропавловськ-Камчатський), Інститутом географії Російської академії наук (м. Москва), Інститутом геологічних наук Академії наук Білорусі (м. Мінськ).
Співробітники інституту в різні роки були членами різних міжнародних наукових організацій — Лесової комісії INQUA, ПРОГЕО, Комісії з геоморфологічного картографування МГС, Об'єднаної ради з фундаментальних географічних проблем при Міжнародній асоціації Академій наук, Міжнародного союзу радіоекологів, Міжнародного товариства екологічної інженерії, Міжнародної асоціації ландшафтних екологів, Міжнародного союзу екоетики.

### Наукові школи
За час існування географічного осередку в Національній академії наук України сформувались такі наукові школи:
- Етапність розвитку природи.
- Структурна геоморфологія та неотектоніка.
- Географічні основи вдосконалення територіальної організації суспільства та комплексоутворення в матеріальному виробництві.
- Картографічні дослідження природи, населення та господарства, еколого-географічних проблем та ситуацій.
- Проблеми раціонального природокористування.

При Інституті з 1981 р. функціонує комплексний географічний стаціонар (смт. Димер, Київська область), на якому проводяться геофізичні та геохімічні дослідження за станами ландшафтів.